# Gustav Friedrich Ramtour
Gustav Friedrich Ramtour (* 22. Dezember 1798; † um 1858 in Breslau) war ein deutscher Prediger, Theologe, Philosoph, Pädagoge und Vorsteher einer Lehr- und Erziehungsanstalt in Breslau.

## Herkunft
Gustav Friedrich Ramtour wurde 1798 (oder 1796) als erstes „von acht Kindern“, von denen drei schon frühzeitig starben, des hugenottischstämmigen Bürgers und Friseurs beziehungsweise Perückenmachers Carl Friedrich Ramtour in Breslau (oder im Umland von Breslau) geboren. Der Vater war ab ca. 1814/1815 Mitarbeiter in der Kanzlei eines Königlichen Gerichts respektive in einem Militärbüro in Breslau. Nach Auskunft seines Sohnes gab der Vater sein Amt infolge von Überforderung, Kriegsereignissen, seiner Gutmütigkeit und falscher Freunde auf. Carl Friedrich Ramtour wurde ca. 1818/1819 verklagt und zu einjährigem Arrest (ab 1820) auf dem Breslauer Rathaus verurteilt unter der Bedingung, sich in dieser Zeit aus eigenen Mitteln zu erhalten. Nach dem Arrest (ca. 1821) entwickelte sich ein Brustübel zur Brustwassersucht. Er verstarb um das Jahr 1821 in Armut und wurde ohne kirchliches Begräbnis beerdigt.
Die Herkunft der Familie Ramtour ist namengeographisch, sprachwissenschaftlich und genealogisch nicht eindeutig belegbar. Gustav Friedrichs Großvater war der Hautboist Johann Gottlieb Ramtour (* 14. Juni 1735 in Berlin). Der Nachname seines Urgroßvaters Friedrich Ramtour, eines Leib-Vorreiters des Markgrafen Christian Ludwig von Brandenburg-Schwedt, wurde in den Kirchenbüchern Rammtau (1723), Ramthur (1724), Randor (1729), Ramdur (1733), Ramtour (1735) und Ramdür (1738) geschrieben. Der Familienname kann aus dem deutschen Namen Ramthor/(von) Ramdo(h)r oder aus den französischen Namen Ram(e)court respektive aus Rambour umgebildet sein.

## Leben
Gustav Friedrich Ramtour besuchte von ca. 1804 bis 1807 die Grundschule in Breslau und von ca. 1807 bis 1812 ein Gymnasium. In den Jahren 1812 und 1813 brach er eine Lehre zum Kaufmann und eine Lehre zum Detaillist ab und wurde Schreiber bei einem Breslauer Justizkommissionsrat.
Zeitweise war er als Kanzellist beim Oberlandesgericht in Posen und als Offiziant in der Kanzlei des Königlichen Gerichts zu Breslau angestellt. Von ca. 1813 bis 1815 arbeitete er als Militäroffiziant beziehungsweise als Diätarius in einem Militärbüro. Um 1820 regulierte er die Amtsregistratur eines ehemaligen Religionslehrers und wurde Gehilfe und Küster bei einer Elementarschule (Adjuvantposten). Ab 1820/1821 nahm er fortwährend Schulden auf, die er bis zum Verfassen seiner Autobiographie (1833) nicht zu tilgen vermochte.
Um 1820 suchte Ramtour in Potsdam den Geheimen Kabinettsrat des Königs Friedrich Wilhelm III. auf und schilderte ihm seine finanziellen Nöte. Dieser versprach, sich beim König für ihn einzusetzen. Wenige Wochen später wurde die Breslauer Universität durch königliche Order angewiesen, Ramtour beim Studium der Theologie und Philosophie zu unterstützen. Um 1824 bestand er seine Examens-Nachprüfung mit „gut“. Nach vergeblichen Bewerbungen für eine Ordination zum Breslauer Generalsubstitut trat er um 1831 die zweite Pfarrstelle und den Posten eines Diakonus und Rektors in Trachenberg an (bis ca. 1837). Im gleichen Jahr heiratete er Henriette Wilhelmine Gehmann/Jehmann (* 1800; † 20. November 1887). Er veröffentlichte 1833 das autobiographische Werk „Weg zum Predigtamte oder Schicksale des Alltagslebens“, aus dem einige „Unzartheiten“ von der Zensur gestrichen wurden. Ab 1836 legte er der Öffentlichkeit zahlreiche „Examinatoren“ vor, die von berühmten Pädagogen wie Adolph Diesterweg heftig kritisiert wurden. Er war Mitglied der Freimaurerloge „Friedrich zum goldenen Zepter“ in Breslau und spätestens seit 1848 der Vorsteher einer privaten Lehr- und Erziehungsanstalt für Knaben in Breslau, die er selbst gegründet hatte.

## Werke
- Mein Weg zum Predigtamte oder Schicksale im Alltagsleben, Breslau 1833
- Rede bei der Einweihung des neuen evangelischen Begräbnisplatzes zu Trachenberg, Breslau 1834
- Muß nicht jeder evangelische Geistliche um der Religion und seiner eigenen Würde willen wünschen, daß sein Einkommen fixiert werde? In: Schlesische Provinzialblätter: Nr. 101/1835, Seiten 557–566; Nr. 102/1835, Seiten 11–16, 115–121. Breslau.
- Acht und Achtzig geographische Lehrstunden oder der erste Cursus in der Erdbeschreibung: ein Vorbereitungs- und Wiederholungsbüchelchen für Schüler der beiden untersten Gymnasialklassen und größern Bürgerschulen, Glogau, Flemming 1836.
- Der Examinator in der deutschen Sprache: ein Vorbereitungs- und Wiederholungsbüchlein beim Unterricht in der deutschen Sprache / Gustav Ramtour . Nebst einem Vorw. von Fr. Nösselt, Breslau, Hentze 1838
- Der Examinator in der brandenburgisch-preussischen Geschichte, Breslau 1839
- Vergißmeinnicht, Treulich, Gebet am Neujahrsmorgen. In: Ehrenkranz für Joh. Wilh. Oelsner: Maurerische Gedichte aus dem Archive der Loge Friedrich zum goldenen Zepter im Oriente zu Breslau, S. 134, 135 und 250, Breslau 1843
- Übersetzung der Arbeit Über die grosse Lehrkunst des Comenius. In: Schriften der schlesischen Gesellschaft für vaterländische Cultur, Seiten 50–54, Breslau: 1844